# Falcidens normanni
Falcidens normanni is een schildvoetigensoort uit de familie van de Chaetodermatidae. De wetenschappelijke naam van de soort is voor het eerst geldig gepubliceerd in 1903 door Nierstrasz.